# Nathan-Wagen
Nathan-Wagen war ein deutscher Hersteller von Automobilen.

## Unternehmensgeschichte
Fritz Nathan, der zuvor bei Lindcar tätig war, gründete das Unternehmen am 24. Mai 1923. Unternehmenssitz war die Wilhelmstraße 29/33 in Potsdam-Babelsberg. Im gleichen Jahr begann die Produktion von Automobilen. Der Markenname lautete Nawa. 1924 wurde zusammen mit einem neuen Partner die Nowa-Werke AG gegründet.

## Fahrzeuge
Die Fahrzeuge ähnelten den Modellen, die Nathan bei Lindcar kennengelernt hatte. Das kleinere Modell war der 4/12 PS. Daneben gab es noch den 5/18 PS, dessen Motor über 1300 cm³ Hubraum verfügte. Die Karosserien boten wahlweise Platz für zwei oder vier Personen.